# 주문 (한자 서체)
주문(籒文)은 한자의 옛 자체(字體)의 하나로, 주(周)나라 선왕(宣王) 때의 태사(太史) 사주(史籒)가 창작한 것이다. 소전(小篆)의 전신(前身)으로서, 보통 대전(大篆)이라고도 한다. 또는 주서(籒書)라고도 한다.

## 참고
주(籀)는 주(籒)의 속자(俗字)로, 여기서 류(畱)는 류(留)의 본자(本字)이다.

## 같이 보기
- 대전 (서체)